# Carl Amand Mangold
Carl Ludwig Amand Mangold, född den 8 oktober 1813 i Darmstadt, död den 4 augusti 1889 i Oberstdorf, var en tysk tonsättare. Han var bror till Wilhelm Mangold.
Mangold övertog 1839 ledningen av musikföreningen i Darmstadt, blev hovmusikdirektör 1848 och ledde 1869–1873 Mozartverein en tysk förening för Mozarts verk. Han är mest känd genom sina manskvartetter ("I skogen" med flera), men har även komponerat visor, oratorier, operor, kantater, konsertdramer, symfonier och kammarmusik.